# ATP5E
ATP5E (англ. ATP synthase, H+ transporting, mitochondrial F1 complex, epsilon subunit) – білок, який кодується однойменним геном, розташованим у людей на короткому плечі 20-ї хромосоми. Довжина поліпептидного ланцюга білка становить 51 амінокислот, а молекулярна маса — 5 780.
| 10         |  | 20         |  | 30         |  | 40         |  | 50         |
| ---------- |  | ---------- |  | ---------- |  | ---------- |  | ---------- |
| MVAYWRQAGL |  | SYIRYSQICA |  | KAVRDALKTE |  | FKANAEKTSG |  | SNVKIVKVKK |
| E          |  |            |  |            |  |            |  |            |

A: Аланін

C: Цистеїн

D: Аспарагінова кислота

E: Глутамінова кислота

F: Фенілаланін

G: Гліцин

I: Ізолейцин

K: Лізин

L: Лейцин

M: Метіонін

N: Аспарагін

Q: Глутамін

R: Аргінін

S: Серин

T: Треонін

V: Валін

W: Триптофан

Кодований геном білок за функцією належить до гідролаз. 
Задіяний у таких біологічних процесах, як транспорт іонів, транспорт, синтез АТФ, транспорт протонів, ацетилювання. 
Локалізований у мембрані, мітохондрії, внутрішній мембрані мітохондрії.